# Museo delle Scienze

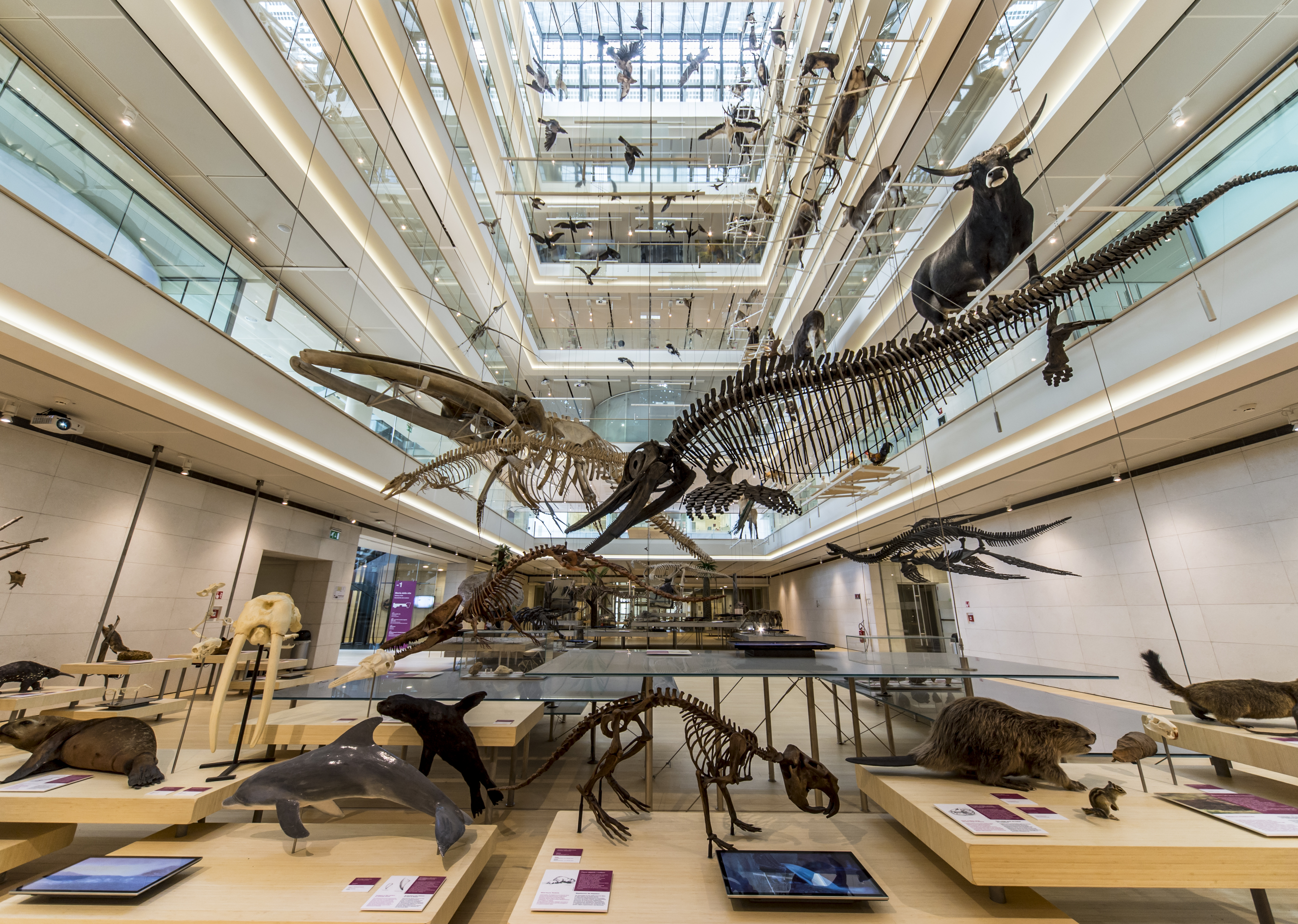
Intérieur de MUSE - Musée des sciences de Trento. Niveau -1 et grand vide.

Le Museo delle Scienze (MUSE) est un musée des sciences à Trente, en Italie. Le musée a été conçu par l'architecte Renzo Piano et a ouvert en 2013.